# Nesolynx bisulcata
Nesolynx bisulcata är en stekelart som först beskrevs av Girault och Alan Parkhurst Dodd 1913.  Nesolynx bisulcata ingår i släktet Nesolynx och familjen finglanssteklar. Inga underarter finns listade i Catalogue of Life.